# Gare de Miskolc-Gömöri
La Gare de Miskolc-Gömori (hongrois : Miskolc-Gömori pályaudvar, prononcé [ˈmiʃkolts ˈgømøɾi ˈpaːjɒudvɒɾ]) est la seconde gare ferroviaire de Miskolc après la gare de Miskolc-Tiszai. Son nom renvoie à l'ancien comitat de Gömör és Kis-Hont.